# Кунг Фьюри
«Кунг Фьюри» (англ. Kung Fury) — короткометражный комедийный боевик, снятый шведским режиссёром Дэвидом Сандбергом, который также написал сценарий к фильму и сыграл в нём главную роль.
Фильм снят в стилистике популярных в 80-х годах боевиков о полицейских и боевых искусствах и является данью уважения им.
Денежные средства на создание фильма были собраны с помощью краудфандингового сервиса Kickstarter. При декларируемой цели создателя фильма в 200 тыс. $ проект собрал 630 019 $. Окончательная цель в 1 млн $, необходимая для создания полнометражного фильма, так и не была достигнута.

## Сюжет
В 1985 году детектив полиции Майами Kунг Фьюри и его напарник Дракон преследовали красного ниндзя, но загнанный в угол преступник разрубил Дракона ударом меча пополам. После этого в Kунг Фьюри ударила молния и его укусила кобра, в результате чего он получил сверхсилу «избранного» кунг-фу, с помощью которой он сокрушил красного ниндзя. Спустя некоторое время в Майами оживший аркадный автомат уничтожает все вокруг, и остановить его поручают Кунг Фьюри, что он успешно и делает, попутно разрушая целый квартал.
Шеф полиции Майами, крайне недовольный разрушениями, требует, чтобы Кунг впредь работал с напарником, и назначает в качестве оного Трицеракопа (полицейского с головой трицератопса). В этот момент шефу полиции звонит Адольф Гитлер с пляжа Майами и, насмехаясь над полицией, расстреливает через телефонную трубку весь полицейский участок. Кунг Фьюри уничтожает трубку и с помощью хакера Хакермена узнаёт, кем был напавший. Кунг рассказывает Хакермену легенду о великом мастере кунг-фу 40-х — Адольфе Гитлере, Кунг Фюрере, который жаждал стать «избранным» и отправился в будущее, чтобы расправиться с Кунг Фьюри.
Чтобы Кунг Фьюри сам уничтожил Гитлера, Хакермен отправляет его в прошлое, в Третий Рейх, но промахивается временем и Кунг Фьюри попадает на доисторическую Землю, по которой разгуливают динозавры и викинги— воительницы Барбарианна и Катана. Воительницы, выслушав историю Фьюри, вызывают скандинавского бога Тора, который, использовав свой молот, отправляет Кунга сквозь время в Третий Рейх.
Фьюри, прибыв на базу Гитлера, в поединке уничтожает значительное количество его сторонников, но Гитлер расстреливает Кунга из пулемёта. Сразу после гибели Фьюри ему на помощь прибывают Тор, Хакермен, Трицеракоп и викинги-воительницы верхом на динозавре. Вместе они уничтожают всех приспешников Гитлера. Фьюри, внезапно ожившего вследствие хакерского взлома его ран, Гитлер пытается склонить к сотрудничеству, но тот не поддаётся на уговоры и разящим ударом в пах сокрушает фюрера. Окончательно Гитлера добивает Тор ударом Мьёльнира, прихлопнув фюрера вместе с пытавшимся прикрыть его своим телом ожившим золотым нацистским орлом.
Вернувшийся в 1985-й год Фьюри вновь сражается с аркадным автоматом, но, увидев нарисованную на автомате свастику, осознаёт, что с Кунг Фюрером ещё не покончено. Выясняется, что Адольфа Гитлера в последнюю секунду спас его механический орел, переместившись вместе с ним в 1985-й год. В последней сцене Гитлер пролетает на нацистском орле над Майами и дьявольски хохочет.

## В ролях
| Актёр               | Роль                                 |
| ------------------- | ------------------------------------ |
| Дэвид Сандберг      | Кунг Фьюри                           |
| Йорма Такконе       | Адольф Гитлер / Кунг Фюрер           |
| Стивен Чу           | Дракон, напарник Кунг Фьюри          |
| Леопольд Нильссон   | Хакермен                             |
| Андреас Калинг      | Тор (озвучил Пер-Хенрик Арвидус)     |
| Эрик Хёрнквист      | Трицеракоп (озвучил Фрэнк Сандерсон) |
| Пер-Хенрик Арвидиус | Шеф полиции                          |
| Элени Янг           | Барбарианна                          |
| Хелене Альссон      | Катана (озвучила Ясмина Сухонен)     |
| Эос Карлссон        | Красный ниндзя                       |
| Магнус Бетне́р       | Полковник                            |
| Бьёрн Густафссон    | Рядовой                              |
| Дэвид Хассельхофф   | Hoff 9000 (голос)                    |
| Фрэнк Сандерсон     | Кобра                                |

## Сбор средств

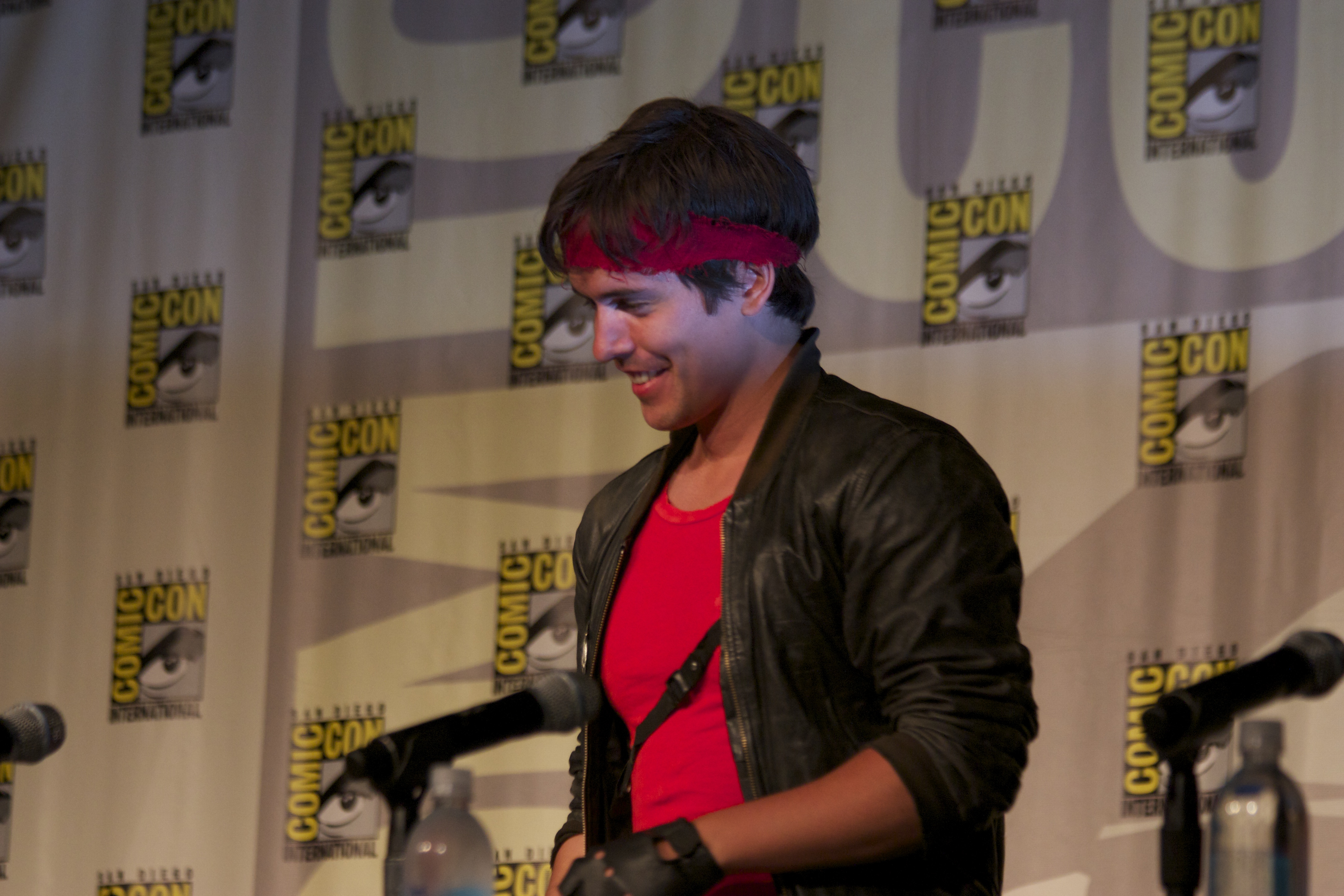
Режиссёр Дэвид Сандберг на Comic-Con в 2015 году

Дэвид Сандберг — шведский режиссёр, ранее занимавшийся созданием музыкальных клипов и телевизионной рекламы. В 2012 году он оставил коммерческую деятельность и сконцентрировал свои усилия на создании комедийного боевика о 80-х годах, вдохновлённый культовыми фильмами тех лет. Первоначально он потратил 5 000 $ для создания первого трейлера своего фильма, дабы привлечь внимание к своей инициативе.
После этого в декабре 2013 года Сандберг запустил кампанию по сбору средств на Kickstarter, ожидая собрать 200 000 $, требующихся ему для создания 30-минутного фильма. Позднее была поставлена вторая цель в размере 1 миллиона $, которые автор планировал использовать, чтобы превратить короткометражку в полнометражный фильм. Вторая цель достигнута не была, проект собрал 630 019 $ взносов от 17 713 человек.

## Съёмки
Ввиду крайне ограниченного бюджета Сандберг снял большую часть сцен фильма в шведском городе Умео, использовав цифровые эффекты для репликации улиц Майами.
Так как он имел только один комплект полицейской формы в процессе создания трейлера, то сцены с участием полиции он снимал отдельно, позднее совместив их в одну. Одна только сцена, где Фьюри расправляется с десятками нацистских солдат, потребовала композитинга сцены с движениями дублёра Сандберга вместе с шестьюдесятью сценами движений нападавших на него.
В июле 2014 года Сандберг объявил, что он и команда начинают новые съёмки с участием 30 инвесторов с Kickstarter, которым обещали участие в фильме в качестве статистов. Съёмки проходили в Стокгольме, в результате было отснято несколько новых сцен и трюков.
Для соответствия атмосфере фильмов 80-х создатели фильма смягчили четкость плёнки и добавили эффект износа, дабы создать иллюзию того, что фильм демонстрируется на старом видеоплеере, проигрывающем изношенную VHS-кассету.

## Саундтрек
Музыку к фильму написали шведские synthwave-музыканты Mitch Murder и Lost Years. Кроме того, часть композиций была написана Patrik Öberg, Christoffer Ling, Highway Superstar и Betamaxx. Официальный саундтрек был выпущен на пластинке 8 июля 2015 года.
К песне «True Survivor» Дэвида Хассельхоффа, звучащей во время финальных титров и ставшей одной из визитных карточек фильма, был снят видеоклип, включающий в себя ряд изменённых кадров из фильма с участием самого Дэвида Хассельхоффа. Видео на песню, выложенное на YouTube, на декабрь 2020 года собрало более 43 миллионов просмотров.
| №   | Название            | Автор(ы)                       | Исполнитель       | Длительность |
| --- | ------------------- | ------------------------------ | ----------------- | ------------ |
| 1.  | «Kung Fury»         | Mitch Murder                   | Mitch Murder      |              |
| 2.  | «True Survivor»     | Jörgen Elofsson & Mitch Murder | David Hasselhoff  |              |
| 3.  | «West Side Lane»    | Lost Years                     | Lost Years        |              |
| 4.  | «Redlining 6th»     | Betamaxx                       | Betamaxx          |              |
| 5.  | «Face Puncher»      | Mitch Murder                   | Mitch Murder      |              |
| 6.  | «The Final Stretch» | Mitch Murder                   | Mitch Murder      |              |
| 7.  | «Careful Shouting»  | Highway Superstar              | Highway Superstar |              |
| 8.  | «Enter the Fury»    | Mitch Murder                   | Mitch Murder      |              |
| 9.  | «Power Move»        | Mitch Murder                   | Mitch Murder      |              |
| 10. | «Phoenix Rising»    | Lost Years                     | Lost Years        |              |
| 11. | «From the Future»   | Mitch Murder                   | Mitch Murder      |              |
| 12. | «Barbarianna»       | Christoffer Ling               | Christoffer Ling  |              |
| 13. | «Nuclear»           | Lost Years                     | Lost Years        |              |

## Релиз
Фильм был представлен в Каннах 22 мая 2015 года на фестивале «Quinzaine des réalisateurs», проходящем в то же время, что и Каннский кинофестиваль. Затем 28 мая был выложен в Steam и на YouTube. Также он демонстрировался на шведском телеканале SVT2 и на El Rey Network. 16 мая 2019 года сайт The Hollywood Reporter сообщил о работе Сандберга над полнометражным продолжением фильма с Майклом Фассбендером, Арнольдом Шварценеггером, Эйсой Гонзалес и Дэвидом Хассельхоффом. Фильм будет снят на средства Creasun Entertainment USA и Argent Pictures, а съемки начнутся в июне 2019 года в Болгарии.

## Факты
- Язык программирования, который показывается зрителю крупным планом, когда Хакермэн «хакает время» — Java. В 1985 году он ещё не был создан.
- Когда Кунг Фьюри собирается вновь вступить в бой с обезумевшим игровым автоматом, оказывается, что его машина содержит в себе разумный компьютер. Это отсылка к популярному сериалу Рыцарь дорог, а название компьютера HOFF9000 и его «лицо» на экране в салоне автомобиля — к актёру Дэвиду Хассельхоффу, сыгравшему одну из главных ролей в этом сериале и компьютеру HAL 9000 из «Космической одиссеи».
- 29 мая 2015 вышла компьютерная игра «Kung Fury: Street Rage», в которой можно играть за одного из персонажей фильма: Кунг Фьюри, Барбариану, Хакермена или Трицеракопа[15].